# Jean-Baptiste-Cyrus-Marie-Adélaïde de Timbrune de Thiembronne

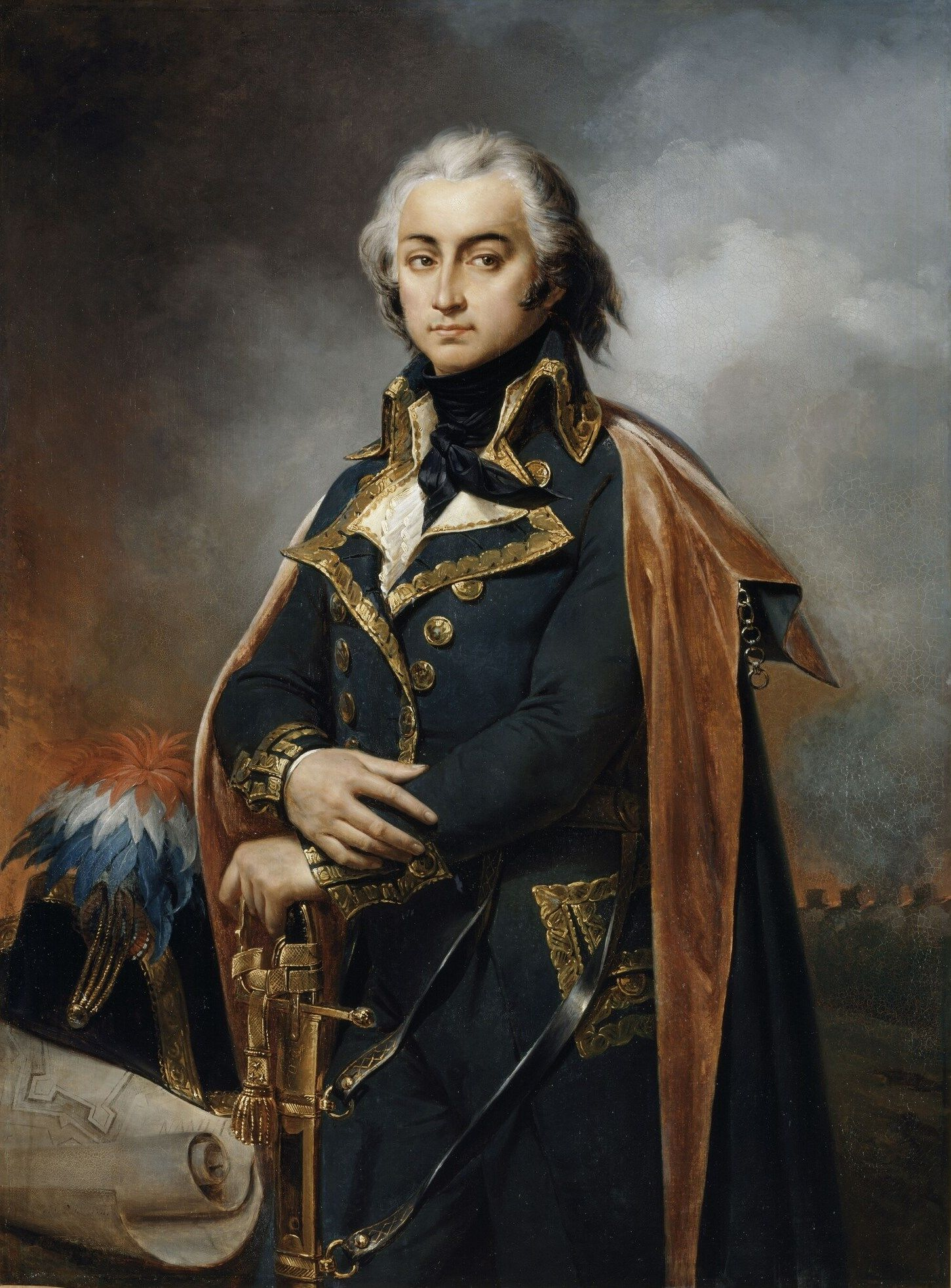
Général Cyrus Marie Adelaide de Timbrune

Jean-Baptiste Cyrus Adélaïde de Timbrune de Thiembronne, vicomte, dann comte de Valence, genannt Valence (* 22. September 1757 in Agen; † am 4. Februar 1822 in Paris), war ein französischer Général de division und Comte de l’Empire.

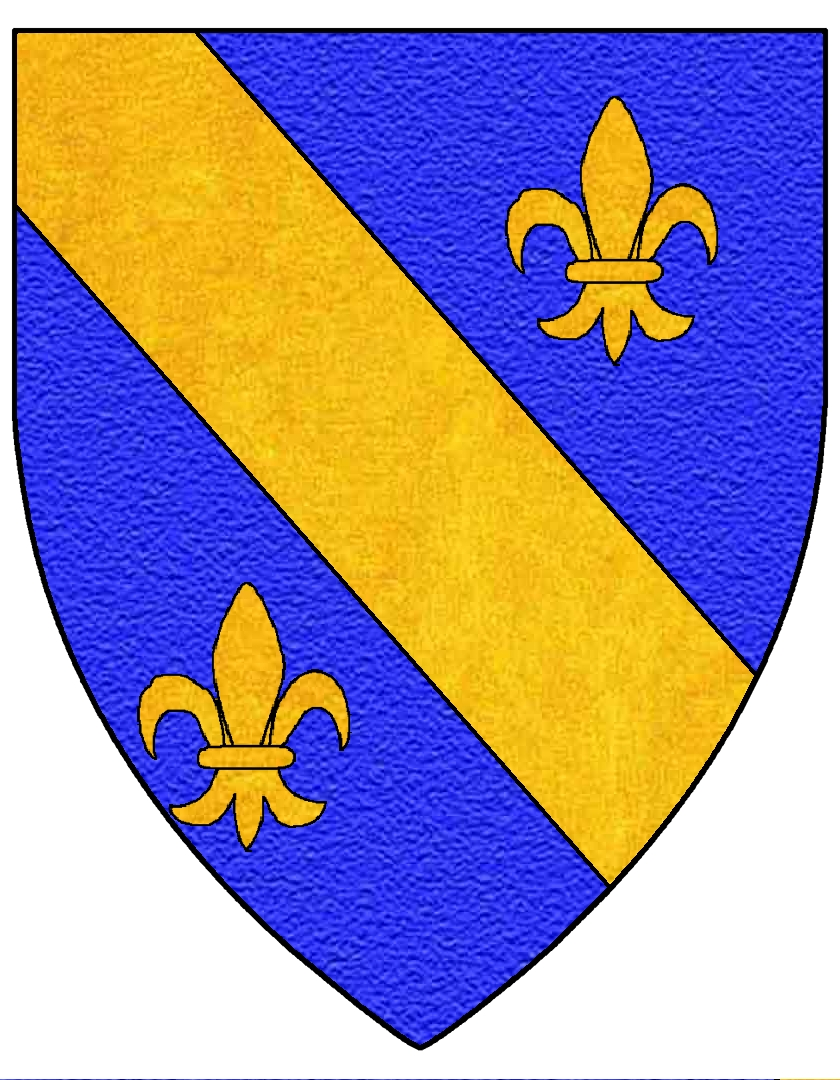
Familienwappen

## Soldat im Ancien Régime
Sein Vater war der Aristokrat Vincent-Sylvestre de Timbrune de Valence (1715–1797), Marquis de Ferrières, Comte de Valence, Baron de Montesquieu und Roussillon, Lieutenant-général des Königs. Er selbst trat 1774 in die Artillerieschule in Straßburg ein. Im Jahre 1778 wurde er Capitaine im Régiment Royal cavalerie, dann Aide de camp von Maréchal de Vaux. 1784 wurde er zum Colonel en second im Régiment d’infanterie de Bretagne.

## Revolutionsgeneral
Am 3. Juni 1784 heiratete er pro forma Pulchérie de Genlis, die jüngste Tochter der Madame de Genlis, um so seine intime Beziehung zur 30 Jahre älteren Madame de Montesson zu kaschieren. Madame de Montesson vererbte ihm dafür ihr Vermögen. Im folgenden Jahr wurde er vom duc d’Orléans an dessen Hof zum Stallmeister ernannt und bekam die Stelle als Colonel des Régiment de Chartres dragons übertragen. Seine guten Beziehungen zum duc d’Orléans und seine liberalen Ideen führten dazu, dass er 1789 als Vertreter des Adels in die Versammlung der Generalstände nach Paris geschickt wurde. In die Konstituante wurde er jedoch nicht berufen. Im folgenden Jahr wurde er zum Maréchal de camp befördert und zum Militärkommandanten des Département Sarthe ernannt. Nach der Flucht des Königs leistete er am 23. Juni 1791 den neuen Machthabern den Fahneneid. Zur Armee von Charles-François Dumouriez kommandiert, nahm er an der Kanonade bei Valmy teil, wo er die Reserve kommandierte. Er nahm dann die Kapitulation von Verdun und Longwy entgegen.
Am 6. Oktober 1792 zum „Général en chef“ (Oberkommandierenden) ernannt, übernahm er am 8. Oktober die „Armée des Ardennes“ (Ardennenarmee), mit der er die Österreicher unter Jean-Pierre de Beaulieu bedrängte, anschließend konnte er Dinant, Charleroi und Namur einnehmen. Während des Winters unterbreitete er der Regierung einen Plan, die britischen Kolonien zu erobern. Auf Wunsch von Dumouriez in Belgien eingesetzt, war er am Gefecht bei Tirlement beteiligt und zeichnete sich in der Schlacht bei Neerwinden aus, in der er am 18. März 1793 verwundet wurde.

## Exil
Unzufrieden mit der Richtung in der sich die Innenpolitik bewegte, trat er von seinem Kommando zurück und schied aus dem Militärdienst aus. Dazu kam, dass er als Vertrauter von Dumouriez galt. Als einer seiner Kuriere mit kompromittierender Post an Beurnonville von Regierungsvertretern abgefangen wurde, wurde ein Haftbefehl ausgestellt und der Nationalkonvent ordnete per Dekret die Inhaftierung seiner Familie an.
Er schloss sich dem wegen Hochverrats geächteten Dumouriez an und ging mit diesem nach London. Der britische Premierminister William Pitt ordnete allerdings an, dass sie Großbritannien unverzüglich wieder verlassen müssten. Der Comte de Valence ging dann zunächst in die Vereinigten Staaten, kehrte aber während der Zeit des Direktoriums nach Europa zurück und verbrachte die Zeit bis zum Beginn des Konsulats in Hamburg.

## Kaiserreich
Nach dem Staatsstreich des 18. Brumaire VIII kehrte er nach Frankreich zurück. Hier wurde er im Jahr 1800 zunächst Präsident des Wahlkollegiums von Vassy. Am 12 pluviôse an XIII (1. Februar 1805) wurde er durch Anordnung von Napoleon in den Sénat conservateur berufen. Acht Tage später wurde er zum Commandeur der Légion d’honneur ernannt.
Am 20. März 1807 wurde er zum Commandant der „5e légion de la réserve intérieure“ (5. Reservelegion des Inneren) bestellt und am 1. Juni 1808 zum Comte de l’Empire ernannt. Noch im gleichen Jahr wurde er zur Spanienarmee abkommandiert, wo er in der Schlacht bei Talavera am 27./28. Juli 1809 eine Division im Korps des General Horace Sebastiani führte. Bald musste er jedoch aufgrund seines schlechten Gesundheitszustandes nach Frankreich zurückkehren.
Während des Russlandfeldzuges kommandierte de Valence ein Kavalleriedivision unter Maréchal Joachim Murat.
Im Dezember 1813 wurde er von Napoleon zum außerordentlichen Kommissar in der 6. Militärdivision in Besançon ernannt. Seine Versuche, 1814 den Vormarsch der Alliierten aufzuhalten waren jedoch vergeblich.

## Restauration
Als Sekretär des „Sénat conservateur“ gehörte er am 1. April 1814 zu den Mitunterzeichnern der Absetzung von Napoleon. Am 4. Juni 1814 wurde er von Ludwig XVIII. zum Pair de France  ernannt und am 4. Januar 1815 mit dem Großkreuz der Ehrenlegion ausgezeichnet.
Während der Herrschaft der Hundert Tage wurde er erneut in die Chambre des pairs berufen und übernahm auch wieder das Amt des Sekretärs des „Sénat conservateur“, wo er die Sache des Kaiserreichs vehement verteidigte. Nach der Schlacht bei Waterloo kommandierte er, zusammen mit Paul Grenier und Horace Sébastiani die Truppen von Paris und wurde am 21. Juni 1815 von der provisorischen Regierung zum außerordentlichen Kommissar ernannt. In dieser Funktion unterbreitete er Gebhard Leberecht von Blücher ein Waffenstillstandsangebot, das dieser jedoch zurückwies.
Mit Anordnung vom 24. Juli 1815 wurde er aus der Liste der Pairs von Frankreich gestrichen und trat am 4. September 1816 als Lieutenant-général in den Ruhestand.
Am 10. August 1816 heiratete seine jüngste Tochter, Louise Rose Aimé de Timbrune-Thiembrone de Valence, Général Étienne Maurice Gérard.
Am 21. November 1819 erneut in die Chambre des pairs berufen, wandte er sich der liberalen Seite zu und opponierte gegen die Gesetze, die die individuellen Freiheiten und die Pressefreiheit einschränken sollten.
Er starb am 4. Februar 1822 in Paris und wurde auf dem Cimetière du Père-Lachaise (division 24) begraben.

## Ehrungen
- Lazarus-Orden
- Ordre royal et militaire de Saint-Louis
- Militär-St.-Heinrichs-Orden
- Sein Name findet sich auf dem nördlichen Pfeiler (4. Spalte) des Triumphbogens am Place Charles-de-Gaulle (Paris).